# Гуанчжоу (футбольный клуб)
«Гуанчжоу», бывший «Гуанчжоу Эвергранд Таобао» (кит. 广州恒大淘宝) — китайский футбольный клуб из Гуанчжоу, выступающий в Суперлиге. Домашним стадионом клуба является «Тяньхэ», вмещающий 58 500 зрителей.
Двукратный победитель Лиги Чемпионов АФК в 2013 и 2015 годах. Чемпион Китая с 2011 по 2016 годы, по ходу сезона установил несколько рекордов чемпионата. По итогам розыгрыша получил право выступать в Лиге чемпионов АФК 2012. Выиграл чемпионат и в следующем сезоне 2012 года, а также Кубок страны, сделав золотой дубль. По данным издания «Forbes», «Гуанчжоу Эвергранд» является клубом с самым большим бюджетом в Китае с годовым оборотом 57 миллионов долларов и самым ценным клубом стоимостью 252 миллиона долларов. Акционерами команды является Evergrande Real Estate Group (60 %) и интернет-компания Alibaba Group (40 %).
В 2016 году «Гуанчжоу Эвергранд» был признан самым дорогим клубом мира.
Двукратный победитель Лиги чемпионов АФК. Единственный китайский футбольный клуб, который смог выиграть этот турнир. Капитан команды — Чжэн Чжи, который был назначен на эту должность в 2011 году.

## История
Клуб был основан в июне 1954 года под названием Футбольная команда Гуанчжоу. В январе 1993 года, после того, как команду начала спонсировать Аполло Групп (Apollo Group), он стал первым профессиональным клубом Китая. Гуанчжоу занимал высокие места в пяти чемпионатах двух лиг в 1956, 1958, 1981, 2007 и 2010 годах. Лучшие достижения — второе место в розыгрыше 1992 года и 1994 года в Китайской Лиге Цзя-А. Команда Гуанчжоу также дошла до финала Кубка в 1991 году, но проиграла со счётом 1-0 клубу из Шанхая.
21 февраля 2010 года, Гуанчжоу был отправлен в первую китайскую лигу после скандала, связанного с договорными матчами в предыдущих розыгрышах Суперлиги, несмотря на то, что команда заняла по его итогам девятое место. Проведение договорного матча относилось к сезону 2006 года, когда клуб выступал в первой китайской лиге. Гуанчжоу заплатил 200 тыс.юаней команде соперника за домашнюю победу.
28 февраля 2010 года компания «Эвергранд Групп», занимающаяся недвижимостью, приобрела клуб за 100 млн.юаней. Как заявил её президент, Хёй Каянь, компания будет тратить больше на трансферном рынке. Первым приобретением стало подписание игрока национальной сборной Китая, нападающего Гао Линя, купленного у команды «Шанхай Шэньхуа» за 6 млн.евро. Затем был заменен тренер, Пэн Вэйго на бывшего тренера клуба «Бэйцзин Гоань», корейского специалиста Ли Джан-Су. Во время летнего трансферного окна, 28 июня 2010 года команду пополнил Сунь Сян, первый китайский футболист, который играл в Лиге Чемпионов УЕФА за ПСВ Эйндховен, а также Чжэн Чжи, бывший капитаном национальной сборной. Два дня спустя команда объявила подписании четырёхлетнего контракта с бывшим игроком бразильского клуба «Атлетико Минейро» Мурикуем за рекордную для китайского чемпионата сумму в 3,5 млн.долл.. 30 октября 2010 года, Гуанчжоу стал победителем розыгрыша Первой китайской лиги во второй раз и вернулся в Суперлигу после победы 3-1 над Хунань Биллоуз. А в новом сезоне впервые выиграл чемпионат Китая. В сезоне 2012 года повторил и развил свой успех. Стал первым клубом в истории розыгрышей Суперлиги, который выиграл два чемпионата подряд, а также Кубок 2012 года. Кроме того, был завоеван и Суперкубок Китая.
В течение сезона 2011 года Гуанчжоу Эвергранд продолжал усилять команду покупкой Дарио Конки и бразильца Клео. Несмотря на то, что команда только перешла в Суперлигу, она в этом же году завоевала чемпионский титул. В марте 2012 года Гуанчжоу выиграл свой первый матч в Лиге чемпионов АФК против чемпиона Кореи «Чонбук Хёндэ Моторс» со счётом 5:1.
17 мая 2012 года на пост главного тренера «Гуанчжоу Эвергранд» был назначен итальянский специалист Марчелло Липпи.
В январе 2021 года клуб поменял название с «Гуанчжоу Эвергранд Таобао» на «Гуанчжоу», руководствуясь указанием Китайской футбольной ассоциации, которая приказала убрать все имена спонсоров из названий клубов.

### Эмблема

1993–1995
1996–2000
2001
2002–2003
2004–2005
2006–2009
2010
2011–2014
2015–

## Достижения

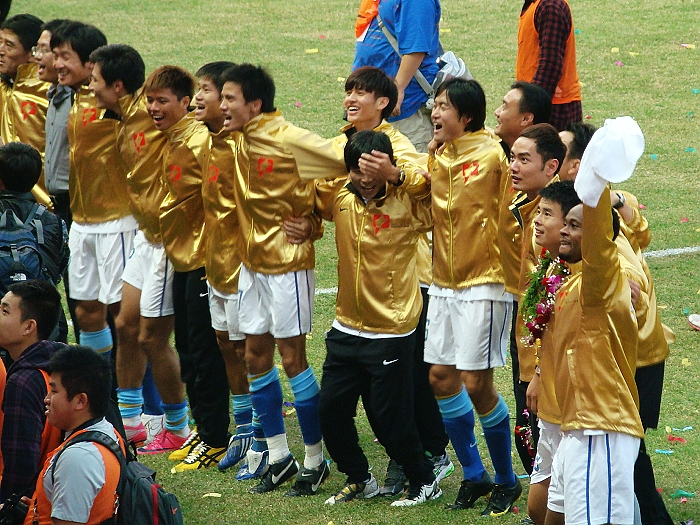
Игроки «Гуанчжоу» празднуют выход в Суперлигу

### Национальные турниры
Суперлига Китая
- Победитель (7): 2011, 2012, 2013, 2014, 2015, 2016, 2017
- Серебряный призер (1): 2018

Высший уровень
- Серебряный призёр (2): Лига Цзя-А розыгрыша 1992, 1994 года

Первая Лига
- Победитель (5): 1956, 1958, 1981, 2007, 2010
- Серебряный призёр (2): 1983, 1990
- Бронзовый призёр (2): 2003, 2006

Кубок Китайской футбольной ассоциации
- Обладатель (2): 2012, 2016
- Финалист (2): 1991, 2013

Суперкубок Китайской футбольной ассоциации
- Обладатель (2): 2012, 2016
- Финалист (2): 2013, 2014

### Международные турниры
Лига чемпионов АФК
- Обладатель (2): 2013, 2015

## Текущий состав

### Основной состав
| 13 | Флаг Китайской Народной Республики | Вр  | Лю Вэйго      | 1981 |  |  |  |  |
| 1  | Флаг Китайской Народной Республики | Вр  | Лю Шибо       | 1997 |  |  |  |  |
| 44 | Флаг Китайской Народной Республики | Вр  | Цзяньчжи Чжан | 2000 |  |  |  |  |
| 32 | Флаг Китайской Народной Республики | Вр  | Лю Дяньцзо    | 1990 |  |  |  |  |
|    |                                    |     |               |      |  |  |  |  |
| 3  | Флаг Китайской Народной Республики | Защ | Мэй Фан       | 1989 |  |  |  |  |
| 5  | Флаг Китайской Народной Республики | Защ | Чжан Линьпэн  | 1989 |  |  |  |  |
| 21 | Флаг Китайской Народной Республики | Защ | Гао Чжуньи    | 1995 |  |  |  |  |
| 38 | Флаг Китайской Народной Республики | Защ | Лю Йимин      | 1995 |  |  |  |  |
| 27 | Флаг Китайской Народной Республики | Защ | Ву Шаоконг    | 2000 |  |  |  |  |
| 23 | Флаг Республики Корея              | Защ | Пак Чису      | 1994 |  |  |  |  |
| 25 | Флаг Китайской Народной Республики | Защ | Дэн Ханьвэнь  | 1995 |  |  |  |  |
| 24 | Флаг Китайской Народной Республики | Защ | Ван Шилонг    | 2001 |  |  |  |  |

| 35 | Флаг Китайской Народной Республики                 | Защ | Ли Сюйпэн      | 1988 |  |  |  |  |
| 2  | Флаг Китайской Народной Республики · Флаг Англии   | Защ | Тайас Браунинг | 1994 |  |  |  |  |
| 12 | Флаг Китайской Народной Республики                 | ПЗ  | Ху Хин         | 1994 |  |  |  |  |
| 10 | Флаг Китайской Народной Республики                 | ПЗ  | Чжэн Чжи       | 1980 |  |  |  |  |
| 16 | Флаг Китайской Народной Республики                 | ПЗ  | Хуан Бовэнь    | 1987 |  |  |  |  |
| 11 | Флаг Китайской Народной Республики                 | ПЗ  | Чжан Сювэй     | 1996 |  |  |  |  |
| 15 | Флаг Китайской Народной Республики                 | ПЗ  | Янь Динхао     | 1998 |  |  |  |  |
| 36 | Флаг Китайской Народной Республики                 | ПЗ  | Чао Хэ         | 1995 |  |  |  |  |
|    |                                                    |     |                |      |  |  |  |  |
| 7  | Флаг Китайской Народной Республики                 | Нап | Вэй Шихао      | 1995 |  |  |  |  |
| 17 | Флаг Китайской Народной Республики                 | Нап | Ян Лию         | 1997 |  |  |  |  |
| 33 | Флаг Китайской Народной Республики                 | Нап | Чжун Ихао      | 1996 |  |  |  |  |
| 19 | Флаг Китайской Народной Республики · Флаг Бразилии | Нап | Фернандиньо    | 1993 |  |  |  |  |

## Тренерский штаб
| Должность                         | Имя                    |
| --------------------------------- | ---------------------- |
| Главный тренер                    | Сальвадор Суай Санчес  |
| Ассистент главного тренера        | Ню Чжэннинг Чжао Юйсян |
| Тренер вратарей                   | Марк Франкеза Пуч      |
| Тренер по физподготовке           | Мануэль Поу Родригес   |
| Физиотерапевт                     |                        |
| Клубный врач                      |                        |
| Тренер резервной команды          | Чан Вэйвэй             |
| Помощник резервной команды        | Ли Кунь Лью Чжию       |
| Тренер вратарей резервной команды | Ван Уэймань            |
| Физиотерапевт резервной команды   | Вань Бингфенг          |
| Директор молодёжной академии      | / Марко Пеццаюоли      |

## Главные тренеры
| Имя                   | Период                            | Показатели | Показатели | Показатели | Показатели | Показатели | Показатели | Показатели | Выигранные турниры                                                                       |
| Имя                   | Период                            | М          | В          | Н          | П          | МЗ         | МП         | %          | Выигранные турниры                                                                       |
| --------------------- | --------------------------------- | ---------- | ---------- | ---------- | ---------- | ---------- | ---------- | ---------- | ---------------------------------------------------------------------------------------- |
| Чжоу Суян             | 2 июля 1994—7 июня 1995           | 29         | 13         | 7          | 9          | 40         | 34         | 44.83      |                                                                                          |
| Чжан Цзинтян          | 8 июня 1995—28 декабря 1995       | 16         | 6          | 5          | 5          | 27         | 24         | 37.50      |                                                                                          |
| Се Жигуанг            | 1996—17 апреля 1996               | 1          | 0          | 1          | 0          | 0          | 0          | 0.00       |                                                                                          |
| Сиань Дигсионг        | 18 апреля 1996—1996               | 25         | 8          | 8          | 9          | 31         | 33         | 32.00      |                                                                                          |
| Чен Имин              | январь 1997—13 августа 1997       | 17         | 3          | 8          | 6          | 11         | 16         | 17.65      |                                                                                          |
| Май Чао               | 13 августа 1997—12 июня 1998      | 24         | 5          | 11         | 8          | 24         | 28         | 20.83      |                                                                                          |
| Чен Жун               | 12 июня 1998—4 мая 1999           | 21         | 4          | 5          | 12         | 20         | 34         | 19.05      |                                                                                          |
| Чжао Дау              | 1999                              | 18         | 6          | 6          | 6          | 24         | 25         | 33.33      |                                                                                          |
| Жилдо Родригес        | январь 2000—19 апреля 2000        | 5          | 0          | 1          | 4          | 2          | 9          | 0.00       |                                                                                          |
| Чжоу Суян             | 19 апреля 2000 — 23 сентября 2000 | 18         | 6          | 6          | 6          | 25         | 20         | 33.33      |                                                                                          |
| Эдсон Тавареш (и. о.) | 13 ноября 2000 — 11 декабря 2000  | 0          | 0          | 0          | 0          | 0          | 0          | —          |                                                                                          |
| Лю Канг               | 25 июля 2001 — 2 сентября 2002    | 24         | 10         | 6          | 8          | 37         | 30         | 41.67      |                                                                                          |
| Чжоу Суян             | 25 июля 2001 — 2 сентября 2002    | 47         | 27         | 11         | 9          | 97         | 49         | 57,45      |                                                                                          |
| У Цюньли              | 2 сентября 2002 — 19 декабря 2002 | 6          | 0          | 3          | 3          | 5          | 9          | 0.00       |                                                                                          |
| Чжоу Суян             | 19 декабря 2002 — 18 февраля 2003 | 0          | 0          | 0          | 0          | 0          | 0          | —          |                                                                                          |
| Май Чао               | 18 февраля 2003 — 31 октября 2005 | 91         | 41         | 33         | 17         | 144        | 86         | 45.05      |                                                                                          |
| Драго Мамич (и. о.)   | 25 ноября 2005 — 25 февраля 2006  | 0          | 0          | 0          | 0          | 0          | 0          | —          |                                                                                          |
| Ци Ушэн               | 25 февраля 2006 — 31 декабря 2006 | 26         | 16         | 3          | 7          | 47         | 27         | 61.54      |                                                                                          |
| Шэнь Сянфу            | 4 января 2007 — 30 ноября 2009    | 84         | 38         | 24         | 22         | 144        | 95         | 45.24      | 1 чемпионский титул Первой лиги Китая                                                    |
| Пэн Вейго (и. о.)     | 1 декабря 2009 — 25 марта 2010    | 0          | 0          | 0          | 0          | 0          | 0          | —          |                                                                                          |
| Ли Янг Су             | 25 марта 2010 — 16 мая 2012       | 73         | 49         | 17         | 7          | 164        | 65         | 67.12      | 1 чемпионский титул Первой лиги Китая, 1 чемпионский титул Суперлиги, 1 Кубок Китая      |
| Марчелло Липпи        | 17 мая 2012 — 2 ноября 2014       | 126        | 82         | 23         | 21         | 281        | 121        | 65.08      | 3 чемпионский титула Суперлиги, 1 Кубок Китая, 1 Лига чемпионов АФК                      |
| Фабио Каннаваро       | 5 ноября 2014 — 4 июня 2015       | 23         | 11         | 7          | 5          | 46         | 28         | 47.83      |                                                                                          |
| Луис Фелипе Сколари   | 4 июня 2015 — 9 ноября 2017       | 118        | 71         | 28         | 19         | 243        | 121        | 60.17      | 3 чемпионских титула Суперлиги, 1 Лига чемпионов АФК, 2 Супер Кубок Китая, 1 Кубок Китая |
| Фабио Каннаваро       | 9 ноября 2017 — 23 сентября 2021  |            |            |            |            |            |            |            |                                                                                          |

## Результаты за все время выступлений
| Сезон    | 1955 | 1956 | 1957 | 1958 | 1960 | 1961 | 1962 | 1963 | 1964 | 1965 | 1978      | 1979      | 1980 | 1981 | 1982 | 1983 | 1984 | 1985 | 1986 | 1987 | 1988 | 1989 | 1990 | 1991 | 1992 | 1993 |
| -------- | ---- | ---- | ---- | ---- | ---- | ---- | ---- | ---- | ---- | ---- | --------- | --------- | ---- | ---- | ---- | ---- | ---- | ---- | ---- | ---- | ---- | ---- | ---- | ---- | ---- | ---- |
| Дивизион | 1    | 2    | 2    | 2    | 1    | 1    | 1    | 1    | 2    | 2    | Молодёжн. | Молодёжн. | 3    | 2    | 1    | 2    | 2    | 1    | 1    | 1    | 1    | 1    | 2    | 1    | 1    | 1    |
| Место    | 8    | 1 2  | 5    | 1    | 17   | 9 1  | 18   | 20   | 7    | 6    | 20        | 3 1       | 2    | 1    | 15   | 2 2  | 9 3  | 7    | 7    | 7    | 7    | 8    | 2    | 4    | 2    | 8    |

| Сезон    | 1994 | 1995 | 1996 | 1997 | 1998 | 1999 | 2000 | 2001 | 2002 | 2003 | 2004 | 2005 | 2006 | 2007 | 2008 | 2009 | 2010 | 2011 | 2012 | 2013 | 2014 | 2015 | 2016 |
| -------- | ---- | ---- | ---- | ---- | ---- | ---- | ---- | ---- | ---- | ---- | ---- | ---- | ---- | ---- | ---- | ---- | ---- | ---- | ---- | ---- | ---- | ---- | ---- |
| Дивизион | 1    | 1    | 1    | 1    | 1    | 1    | 2    | 2    | 2    | 2    | 2    | 2    | 2    | 2    | 2    | 1    | 1    | 2    | 1    | 1    | 1    | 1    | 1    |
| Место    | 2    | 5    | 7    | 8    | 14   | 8    | 10   | 4    | 11   | 3    | 4    | 4    | 3    | 1    | 7    | 9 4  | 1    | 1    | 1    | 1    | 1    | 1    | 1    |

- Не проводились игры в 1959, 1966-72, 1975, 1976 годах; Гуанчжоу не был заявлен в лигу в 1973, 1974 и 1977 годах.
- ↑  на групповой стадии; ↑  без повышения в классе; ↑  повышение в классе после Кубка;  4 понижение в классе из-за скандала с договорными матчами.

## Последние достижения
| Год  | Дивизион | Матчи | Победы | % побед | Ничьи | Поражения | Забито | Пропущено | Разница мячей | Очки | Место | Кубок         |
| ---- | -------- | ----- | ------ | ------- | ----- | --------- | ------ | --------- | ------------- | ---- | ----- | ------------- |
| 1994 | 1        | 22    | 11     | 50      | 5     | 6         | 35     | 27        | +8            | 27   | 2     | не проводился |
| 1995 | 1        | 22    | 7      | 31,8    | 7     | 8         | 28     | 27        | +1            | 28   | 5     | 1-й раунд     |
| 1996 | 1        | 22    | 7      | 31,8    | 8     | 7         | 26     | 25        | +1            | 29   | 7     | последние 16  |
| 1997 | 1        | 22    | 5      | 22,7    | 10    | 7         | 14     | 20        | −6            | 25   | 8     | последние 16  |
| 1998 | 1        | 26    | 4      | 15,4    | 8     | 14        | 25     | 41        | −16           | 20   | 14    | 1-й раунд     |
| 1999 | 2        | 22    | 6      | 27,3    | 8     | 8         | 26     | 30        | −4            | 26   | 8     | последние 16  |
| 2000 | 2        | 22    | 6      | 27,3    | 7     | 9         | 27     | 27        | 0             | 25   | 10    | 1-й раунд     |
| 2001 | 2        | 22    | 11     | 50      | 7     | 4         | 31     | 16        | +15           | 40   | 4     | 1-й раунд     |
| 2002 | 2        | 22    | 4      | 18,2    | 9     | 9         | 23     | 30        | −7            | 21   | 11    | 1-й раунд     |
| 2003 | 2        | 26    | 13     | 50      | 9     | 4         | 40     | 20        | +20           | 48   | 3     | 1-й раунд     |
| 2004 | 2        | 32    | 12     | 37,5    | 16    | 4         | 47     | 29        | +18           | 52   | 4     | 1-й раунд     |
| 2005 | 2        | 26    | 15     | 57,7    | 7     | 4         | 50     | 22        | +28           | 52   | 4     | последние 16  |
| 2006 | 2        | 24    | 15     | 62,5    | 3     | 6         | 45     | 25        | +20           | 48   | 3     | последние 16  |
| 2007 | 2        | 24    | 19     | 79,2    | 4     | 1         | 65     | 15        | +50           | 61   | 1     | не проводился |
| 2008 | 1        | 30    | 10     | 33,3    | 10    | 10        | 41     | 42        | −1            | 40   | 7     | не проводился |
| 2009 | 1        | 30    | 9      | 30      | 10    | 11        | 38     | 38        | 0             | 37   | 9     | не проводился |
| 2010 | 2        | 24    | 17     | 70,8    | 6     | 1         | 61     | 21        | +40           | 57   | 1     | не проводился |
| 2011 | 1        | 30    | 20     | 66,7    | 8     | 2         | 67     | 23        | +44           | 68   | 1     | 2-й раунд     |
| 2012 | 1        | 30    | 17     | 56,7    | 7     | 6         | 51     | 30        | +21           | 58   | 1     | Победитель    |
| 2013 | 1        | 30    | 24     | 80      | 5     | 1         | 78     | 18        | +60           | 77   | 1     | 2             |
| 2014 | 1        | 30    | 22     | 73.4    | 4     | 4         | 76     | 28        | +48           | 70   | 1     | последние 16  |
| 2015 | 1        | 30    | 19     | 63.4    | 10    | 1         | 71     | 28        | +43           | 67   | 1     | последние 32  |
| 2016 | 1        | 30    | 19     | 63.4    | 7     | 4         | 62     | 19        | +43           | 64   | 1     | Победитель    |

### Международные достижения
| Соперник                 | Сезон                                                | Дома | В гостях |
| Сентрал Кост Маринерс    | Лига чемпионов АФК 2013 1/8 финала                   | 3-0  | 2-1      |
| Мельбурн Виктори         | Лига чемпионов АФК 2014 Групповой этап               | 4-2  | 0-2      |
| Вестерн Сидней Уондерерс | Лига чемпионов АФК 2014 Четвертьфинал                | 2-1  | 0-1      |
| Вестерн Сидней Уондерерс | Лига чемпионов АФК 2015 Групповой этап               | 0-2  | 3-2      |
| Сидней                   | Лига чемпионов АФК 2016 Групповой этап               |      |          |
| Атлетико Минейро         | Клубный чемпионат мира по футболу 2013 Третье место  | 2-3  | 2-3      |
| Аль-Ахли                 | Клубный чемпионат мира по футболу 2013 Четвертьфинал | 2-0  | 2-0      |
| Бавария (Мюнхен)         | Клубный чемпионат мира по футболу 2013 Полуфинал     | 0-3  | 0-3      |
| Касива Рейсол            | Лига чемпионов АФК 2012 Групповой этап               | 3-1  | 0-0      |
| Касива Рейсол            | Лига чемпионов АФК 2013 Полуфинал                    | 4-0  | 4-1      |
| Касива Рейсол            | Лига чемпионов АФК 2015 Четвертьфинал                | 1-1  | 3-1      |
| Токио                    | Лига чемпионов АФК 2012 1/8 финала                   | 1-0  | -        |
| Урава Ред Даймондс       | Лига чемпионов АФК 2013 Групповой этап               | 3-0  | 2-3      |
| Урава Ред Даймондс       | Лига чемпионов АФК 2016 Групповой этап               |      |          |
| Иокогама Ф. Маринос      | Лига чемпионов АФК 2014 Групповой этап               | 2-1  | 1-1      |
| Сересо Осака             | Лига чемпионов АФК 2014 1/8 финала                   | 0-1  | 5-1      |
| Касима Антлерс           | Лига чемпионов АФК 2015 Групповой этап               | 4-3  | 1-2      |
| Гамба Осака              | Лига чемпионов АФК 2015 Полуфинал                    | 2-1  | 0-0      |
| Санфречче Хиросима       | Клубный чемпионат мира по футболу 2015 Третье место  | 1-2  | 1-2      |
| Чонбук Хёндэ Моторс      | Лига чемпионов АФК 2012 Групповой этап               | 1-3  | 5-1      |
| Чонбук Хёндэ Моторс      | Лига чемпионов АФК 2013 Групповой этап               | 0-0  | 1-1      |
| Чонбук Хёндэ Моторс      | Лига чемпионов АФК 2014 Групповой этап               | 3-1  | 0-1      |
| Сеул                     | Лига чемпионов АФК 2013 Финал                        | 1-1  | 2-2      |
| Сеул                     | Лига чемпионов АФК 2015 Групповой этап               | 1-0  | 0-0      |
| Соннам                   | Лига чемпионов АФК 2015 1/8 финала                   | 2-0  | 1-2      |
| Пхохан Стилерс           | Лига чемпионов АФК 2016 Групповой этап               |      |          |
| Америка                  | Клубный чемпионат мира по футболу 2015 Четвертьфинал | 2-1  | 2-1      |
| Лехвия                   | Лига чемпионов АФК 2013 Четвертьфинал                | 2-0  | 4-1      |
| Аль-Иттихад              | Лига чемпионов АФК 2012 Четвертьфинал                | 2-1  | 2-4      |
| Барселона                | Клубный чемпионат мира по футболу 2015 Полуфинал     | 0-3  | 0-3      |
| Бурирам Юнайтед          | Лига чемпионов АФК 2012 Групповой этап               | 1-2  | 2-1      |
| Мыангтонг Юнайтед        | Лига чемпионов АФК 2013 Групповой этап               | 4-0  | 4-1      |
| Аль-Ахли                 | Лига чемпионов АФК 2015 Финал                        | 1-0  | 0-0      |

## Клубная статистика
С момента начала выступлений в статусе профессионального клуба в Лиге Цзя-А. По состоянию на 4 ноября 2012.

### Клубные рекорды

#### Победы
- Самая крупная домашняя победа: 10−0 в игре против Нанькин Йойо в Первой Лиге, 21 июля 2010 года.
- Самая крупная победа в гостях: 6−1 в игре против Шанхай Шэньхуа в Лиге Цзя-А 14 августа 1994 года, а также в игре против Харбин Ланьгэ в Первой лиге 1 ноября 2003 года.

#### Поражения
- Самое крупное домашнее поражение: 2−5 в игре против Шанхай Шэньхуа в Лиге Цзя-А 8 мая 1994 года.
- Самое крупное поражение в гостях: 0−6 в игре против Чанчунь Ятай в Суперлиге 11 октября 2008 года.

#### Серии игр
- Серия без поражений (в Лиге): 44 матча (32 победы и 12 ничьих) в период выступлений в сезоне 2010 года в Первой Лиге и 2011 — в Суперлиге.
- Серия без поражений дома (в Лиге): 34 матча (29 побед и 5 ничьих) в период выступлений в сезоне 2010 года в Первой Лиге и 2011—2012 в Суперлиге.
- Серия без поражений в гостях (в Лиге): 23 матча (14 побед и 9 ничьих) в период выступлений в сезоне 2010 года в Первой Лиге и 2011 — в Суперлиге.
- Серия без побед (в Лиге): 12 матчей (5 ничьих и 7 поражений) в сезоне 2002 во время выступлений в Лиге Цзя-Б.
- Серия без побед дома (в Лиге): 7 матчей (4 ничьих и 3 поражения) в сезоне 1998 в Лиге Цзя-А.
- Серия без побед в гостях (в Лиге): 21 матч (11 ничьих и 10 поражений) в 1996—1998 в период выступлений в Лиге Цзя-А.
- Серия побед (в Лиге): 9 матчей в сезоне 2007 в Первой Лиге.
- Серия побед дома (в Лиге): 12 матчей в сезоне 2011—2012 в Суперлиге.
- Серия побед в гостях (в Лиге): 7 матчей в сезоне 2010 в Первой Лиге.
- Серия поражений (в Лиге): 6 матчей в сезоне 1998 года в Лиге Цзя-А.
- Серия поражений дома (в Лиге): 3 матча в сезоне 1998 года в Лиге Цзя-А.
- Серия поражений в гостях (в Лиге): 7 матчей в 1999—2000 в период выступлений в Лиге Цзя-Б.
- Серия ничьих (в Лиге): 6 матчей в сезоне 2004 года в Первой Лиге.
- Серия ничьих дома (в Лиге): 3 матча в сезоне 2000 года в Лиге Цзя-Б, а также в сезоне 2009 года в Суперлиге.
- Серия ничьих в гостях (в Лиге): 4 матча в сезонах 2000—2001 в Лиге Цзя-Б.
- Серия с забитыми мячами (в Лиге): 23 матча в сезоне 2010 Первой Лиги — 2011 в Суперлиге.
- Серия с забитыми мячами дома (в Лиге): 36 матчей в сезоне 2010 Первой Лиги — 2011—2012 в Суперлиге.
- Серия с забитыми мячами в гостях (в Лиге): 11 матчей в сезоне 2010 Первой Лиги — 2011 в Суперлиге.
- Серия без забитых мячей (в Лиге): 6 матчей в сезоне 1997 в Лиге Цзя-А.
- Серия без забитых мячей дома (в Лиге): 3 матча в сезоне 1997 в Лиге Цзя-А и 1999 в Лиге Цзя-Б.
- Серия без забитых мячей в гостях (в Лиге): 9 матчей в сезоне 1997 в Лиге Цзя-А.
- Серия без пропущенных мячей (в Лиге): 4 матча в сезонах 2001—2002 в Лиге Цзя-Б и 2007 года в Первой Лиге.
- Серия без пропущенных мячей дома (в Лиге): 7 матчей в сезонах 2001—2002 в Лиге Цзя-Б.
- Серия без пропущенных мячей в гостях (в Лиге): 4 матча в сезоне 2010 в Первой Лиге.
- Серия с пропущенными мячами (в Лиге): 9 матчей в сезонах 2001—2002 в Лиге Цзя-Б и 2009 в Суперлиге.
- Серия с пропущенными мячами дома (в Лиге): 9 матчей в сезоне 2006 года в Первой Лиге.
- Серия с пропущенными мячами в гостях (в Лиге): 14 матчей в сезонах 1999—2000 в Лиге Цзя-Б.

#### Победы/ничьи/поражения за сезон
- Побед за сезон в Лиге: 20 — сезон 2011 года в Суперлиге.
- Ничьих за сезон в Лиге: 16 — сезон 2004 года в Первой Лиге.
- Ничьих в высшем дивизионе Лиге: 10 — сезон 1997 года в Лиге Цзя-А, сезоны 2008 и 2009 годов в Суперлиге.
- Поражений за сезон в Лиге: 14 — сезон 1998 года в Лиге Цзя-А.
- Меньше всего побед за сезон в Лиге: 4 — сезон 1998 года в Лиге Цзя-А и в 2002 году в Лиге Цзя-Б .
- Меньше всего ничьих за сезон в Лиге: 3 — в сезоне 2006 года в Первой Лиге.
- Меньше всего в высшем дивизионе: 5 — сезон 1994 Лиги Цзя-А.
- Меньше всего поражений за сезон в Лиге: 1 — в сезоне 2007 года и 2010 года в Первой Лиге.
- Меньше всего поражений в высшем дивизионе: 2 — в сезоне 2011 года в Суперлиге.

#### Голы
- Наибольшее количество голов за сезон в Лиге: 67 — в сезоне 2011 в Суперлиге.
- Наименьшее количество голов за сезон в Лиге: 14 — в сезоне 1997 года в Лиге Цзя-А.
- Наибольшее количество пропущенных мячей за сезон в Лиге: 42 — в сезоне 2008 года в Суперлиге.
- Наименьшее количество пропущенных мячей за сезон в Лиге: 15 — в сезоне 2007 года в Первой Лиге.
- Наименьшее количество пропущенных голов в высшем дивизионе: 20 — в сезоне 1997 года в Лиге Цзя-А.

### Рекорды игроков

#### Число выступлений за команду
- Число выступлений за команду в Лиге: Фэн Цзюньянь, 201 матч, с 2003-по настоящее время
- Число выступлений за команду в высшем дивизионе: Пэн Чанин, 105 матчей, 1994—1998

#### Бомбардиры
- Наибольшее количество голов во всех соревнованиях: Мурики, 77 мячей, 2010−2014
- Наибольшее количество голов в высшей лиге: Элкесон, 59 мячей, 2013−2015
- Наибольшее количество голов за сезон: Элкесон, 34 мяча, в сезоне 2014 в Суперлиге
- Наибольшее количество голов в матче: Ху Чжицзюнь, 4 гола, в матче против Шанхай Шэньхуа, 14 августа 1994 года и Мурики в матче против Нанькин Йойо, 21 июля 2010 года
- Самый быстрый гол: Тань Эньдэ, 10 секунда матча против Яньбянь Хёндэ, 2 июня 1996 года

#### Трансферы
- Рекордная сумма трансфера (потрачено): подписание Джексона Мартинеса (Атлетико Мадрид) за 42 млн евро, 3 февраля 2016 года
- Рекордная сумма трансфера (получено): продажа Безерра Масиэл Жуниор, Жозе Пауло известного как Паулиньо за 40 млн евро, 15 августа 2017 года в каталонскую Барселону